# Asemum
Asemum es un género de escarabajos longicornios.

## Especies
- Asemum australe  LeConte, 1850
- Asemum caseyi  Linsley, 1957
- Asemum glabrellum  Bates, 1892
- Asemum lucidulum  Pesarini & Sabbadini, 1997
- Asemum nitidum  LeConte, 1873
- Asemum punctulatum  Blessig, 1872
- Asemum striatum  (Linnaeus, 1758)
- Asemum tenuicorne  Kraatz, 1879